# Mścibów
Mścibów (biał. Мсьцібава) – wieś (dawniej miasteczko) na Białorusi, w obwodzie grodzieńskim, w rejonie wołkowyskim.
Siedziba rzymskokatolickiej parafii św. Jana Chrzciciela w Mścibowie. Znajduje się tu cmentarz żydowski, kościół św. Jana Chrzciciela, zamczysko i przystanek kolejowy Mścibów, położony na linii Wołkowysk – Pograniczny. Niegdyś była tu cerkiew św. Jura.
Miasto królewskie położone było w końcu XVIII wieku w starostwie niegrodowym mścibowskim w powiecie wołkowyskim województwa nowogródzkiego. 
W II Rzeczypospolitej w województwie białostockim, w powiecie grodzieńskim. Siedziba wiejskiej gminy Mścibów. W 1921 roku wieś liczyła 1051 mieszkańców.
W 1947 r. Mścibowie urodził się Anatol Astapienka – białoruski fizyk teoretyk, polityk, politolog oraz pisarz, członek Związku Pisarzy Białoruskich.